# 타임록
《타임록》(영어: Timelock)은 미국에서 제작된 로버트 뮤닉 감독의 1996년 SF 영화이다. 메리엄 다보 등이 출연하였다.

## 줄거리
2251년의 어느 은하계. 한 소행성의 죄수 유형지인 앨파4는 흉폭한 지구 범죄자들을 냉동 보존 상태로 감금하고 있다. 그러나 어느 날 컴퓨터 시스템이 바이러스에 걸리면서 이 범죄자들이 깨어나 버린다. 시설을 장악한 범죄자들은 탈옥을 계획하고, 교도소 수송용 우주 왕복선 기장은 목숨을 위협당한다. 그러나 기장은 착오로 이 유형지에 배정받은 좀도둑 해커와 힘을 합쳐 이들에게 맞선다.

## 출연진
- 메리엄 다보
- 아리 그로스
- 제프리 미크
- 리코 로스
- 제프 스피크먼
- 니컬러스 워스
- 조이 데디오
- 마틴 코브

## 기타 제작진
- 라인 제작: 신시아 H. 마걸리스
- 배역: 도널드 폴 펨릭, 딘 E. 프롱크
- 미술: 존 재커리